# Rudolf Rominger
Rudolf «Rudi» Rominger (* 21. August 1912 im Fextal (Sils im Engadin/Segl); † 8. November 1979) war ein Schweizer Skirennfahrer. Er war viermal Weltmeister und dreimal Schweizer Meister.

## Biografie
Rudolf Rominger wurde als Sohn des Rudolf und der Wilhelmina Rominger im Fextal geboren und wuchs zusammen mit acht Geschwistern in Fex-Crasta auf. Er arbeitete als Kleinbauer und hatte zusammen mit seiner Ehefrau Anna Rominger geborene Stalder neun Kinder. Nachdem er am 3. und 4. März 1939 beim Länderskiwettkampf Frankreich–Schweiz den Slalom und die Alpine Kombination gewonnen hatte, beendete er seine internationale Karriere. Nach seinem Rücktritt war er Trainer der Schweizer und der französischen Nationalmannschaft und leitete während 20 Jahren die Skischule St. Moritz. Er starb 67-jährig an den Spätfolgen eines Unfalles, den er 1975 erlitten hatte.

## Erfolge

### Weltmeisterschaften
- 1936: Weltmeister in der Abfahrt
- 1936: Weltmeister in der Alpinen Kombination
- 1936: Dritter im Slalom
- 1938: Weltmeister im Slalom
- 1938: Vizeweltmeister in der Alpinen Kombination
- 1939: Weltmeister im Slalom
- 1939: Dritter in der Alpinen Kombination

### Schweizer Meisterschaften
- Schweizer Meister im Slalom 1939, 1940 und 1941